# 1-ша винищувальна повітряна армія (СРСР)
Пе́рша вини́щувальна пові́тряна а́рмія (1 ВПА) — авіаційне об'єднання, повітряна армія військово-повітряних сил СРСР за часів радянсько-німецької війни.

## Історія
Створена на початку липня 1942 як авіаційний резерв ВГК, призначений для посилення угрупувань радянських ВПС в боротьбі за панування в повітрі на найважливіших операційних напрямах.
У своєму складі мала 286, 287 і 288-му винищувальні авіадивізії.
Відповідно до наказу НКО СРСР від 1 липня 1942 намічалося формування двох винищувальних авіаційних армій. Фактично сформована була лише одна 1-ша (231 літак), яка базувалася в районі м. Єлець.
Армія брала участь в бойових діях під Воронежем, знаходячись в оперативному підпорядкуванні командувача військами Західного фронту.
Наказом НКО СРСР від 10 вересня 1942 розформована, а її особовий склад і майно використані на укомплектовування авіакорпусів резерву Ставки ВГК, що формувалися.

## Командування
- Командувачі:
  - генерал-майор авіації Білецький Є. М.